# Bouzel
Bouzel ist eine französische Gemeinde mit 712 Einwohnern (Stand: 1. Januar 2022) im Département Puy-de-Dôme in der Region Auvergne-Rhône-Alpes. Bouzel gehört zum Arrondissement Clermont-Ferrand und zum Kanton Billom (bis 2015: Kanton Vertaizon).

## Lage
Bouzel liegt etwa 17 Kilometer östlich von Clermont-Ferrand in der Landschaft Limagne am Fluss Jauron. Umgeben wird Bouzel von den Nachbargemeinden Beauregard-l’Évêque im Norden und Nordwesten, Seychalles im Nordosten, Moissat im Osten, Espirat im Südosten, Vassel im Süden sowie Vertaizon im Westen und Südwesten.

## Bevölkerungsentwicklung
| Jahr                       | 1962 | 1968 | 1975 | 1982 | 1990 | 1999 | 2006 | 2012 |
| Einwohner                  | 324  | 337  | 321  | 457  | 510  | 507  | 665  | 706  |
| Quellen: Cassini und INSEE |      |      |      |      |      |      |      |      |